# Ustawa o petycjach
Ustawa z dnia 11 lipca 2014 r. o petycjach – polski akt normatywny regulujący kwestie związane z petycjami.
Ustawa określa zasady składania i rozpatrywania petycji oraz sposób postępowania organów w sprawach dotyczących
petycji.
Uchwalenie tego aktu prawnego zakładała Konstytucja Rzeczypospolitej Polskiej.

## Poprzednie regulacje
Do czasu wejścia w życie ustawy art. 221 w dziale VIII Kodeksu postępowania administracyjnego był podstawą prawną wnoszenia petycji. Miał on następujące brzmienie:

Art. 221. § 1. Zagwarantowane każdemu w Konstytucji Rzeczypospolitej Polskiej prawo składania petycji, skarg i wniosków do organów państwowych, organów jednostek samorządu terytorialnego, organów samorządowych jednostek organizacyjnych oraz do organizacji i instytucji społecznych realizowane jest na zasadach określonych przepisami niniejszego działu.

§ 2. Petycje, skargi i wnioski mogą być składane do organizacji i instytucji społecznych w związku z wykonywanymi przez nie zadaniami zleconymi z zakresu administracji publicznej.

§ 3. Petycje, skargi i wnioski można składać w interesie publicznym, własnym lub innej osoby za jej zgodą.

Od 6 września 2015 artykuł ten nie stanowi już o petycjach, uregulowanych kompleksowo ustawą.

## Nowelizacja
Ustawę znowelizowano 2 razy. Ostatnia zmiana weszła w życie w 2018 roku.